# Эрек, Осман
Осман Нури Эрек (тур. Osman Nuri Örek; 26 декабря 1925, Кирения, британский Кипр — 24 марта 1999, Лондон, Великобритания) — турецко-киприотский учёный, юрист, публицист и государственный деятель, премьер-министр Северного Кипра (1978).

## Биография
В 1949 году окончил юридический факультет Стамбульского университета, а затем лондонский Middle Temple («Средний темпл» — один из четырёх «Судебных иннов» — английских школ подготовки барристеров).
В 1953—1959 годах работал в качестве адвоката. Являлся активистом в борьбе против британского колониального господства. Был одним из основателей Ассоциация выпускников турок-киприотов в Стамбуле и Торгово-промышленная палаты турок-киприотов (1957).
С 1953 года начал политическую деятельность. В 1953—1960 годах являлся генеральным секретарем Партии национального единства на Кипре; в 1955—1956 годах участвовал в переговорах по Конституции Кипра.
Сыграл значимую роль в Лондонской конференции (1959) и провозглашении независимости Кипра (1960). В 1959—1964 годах являлся министром обороны Республики Кипр и депутатом после проведения первых всеобщих выборов от Никосии. Работал в комитете развития отношений с Организацией Объединенных Наций (1963—1967).
- В 1974 году — министр обороны Северного Кипра,
- В 1974—1976 годах — вице-президент Турецкого Федеративного Государства Кипр,
- В 1976—1978 годах — председатель Республиканского собрания (парламента) Северного Кипра,
- С апреля по декабрь 1978 года — премьер-министр Турецкого Федеративного Государства Кипр.

В 1983 году по окончании депутатских полномочий принял решение об уходе из политики. Впоследствии работал профессором международного права в Восточно-Средиземноморском Университете.
Как депутат возглавлял работу по подготовке проекта Конституции Турецкой Республики Северного Кипра (1983).
Умер 24 марта 1999 года в Лондоне в возрасте 73 лет.